# Dish Network
Dish Network是美國科羅拉多州恩格爾伍德的一家衛星廣播服務提供商，為美國用戶提供衛星電視、衛星網絡、廣播、移动通信等服務。截至2019年，該公司服務訂閱者有將近一千一百三十萬人。它本是1996年3月EchoStar建立的一个品牌，2008年1月自EchoStar中分拆出來。

## 历史
2011年4月，Dish Network以2.33億美元的價格收購了百視達和所剩下1,700家商店，並由前者負擔其8700萬美元的債務。
2015年，Dish Network在FCC所举行的AWS-3频谱拍卖中购得大量频谱，意图进军移动通信业。
2019年宣布收购Sprint旗下预付费品牌Boost Mobile和800 MHz频谱。2020年7月1日完成收购Boost Mobile，并设立子公司Dish Wireless负责运营移动通信业务。800 MHz频谱将在2023年前完成收购。
2020年8月1日，收购Ting Mobile。
2021年3月8日，宣布计划收购Republic Wireless。
2023 年12月，公司被EchoStar收购。
2024年5月，Dish Network和Hughes Network Systems（两家均为EchoStar公司）宣布推出一项新的捆绑服务，将Dish卫星电视与Hughesnet卫星互联网捆绑在一起。

## 外部連結
- 官方网站（英文）
- Dish Network Mexico（页面存档备份，存于）（英文）